# Ludwig Kohli
Ludwig Adolf Friedrich Kohli (* 25. Februar 1769 in Plate, Fürstentum Lüneburg; † 17. September 1838 in Oldenburg) war Archivsekretär in Oldenburg und Leiter des Provinzialarchivs.

## Leben
Kohli wuchs als Sohn eines Predigers auf. Nach dem frühen Tod seines Vaters erhielt er einen Freiplatz an der Ritterakademie Lüneburg. Er besuchte ab 1789 die Universität Göttingen, an der er Theologie studierte.
Nach dem Studium arbeitete er als Hauslehrer bei einer mecklenburgischen Gutsbesitzerfamilie. Ab dem Jahr 1800 begleitete er einen jungen Studenten als Hofmeister nach Göttingen. Bei dieser Gelegenheit hörte er sich juristische Vorlesungen an. 1802 ging er nach Mecklenburg zurück. In Güstrow legte er das juristische Examen ab und musste danach zunächst als Vorleser beim mecklenburgischen Kammerherren von Lehsten arbeiten. Im Jahr 1805 gelang ihm in Lübeck eine Anstellung als Kanzleisekretär. Danach folgte eine kurze Episode als Sekretär des Grafen Rantzau-Breitenburg. 1815 ging er als Amtsauditor in Ganderkesee in den oldenburgischen Staatsdienst.
Vom 18. Oktober 1817 bis zu seinem Lebensende wurde er Archivsekretär in Oldenburg, er übernahm die Leitung des Landes/Provinzialarchivs.
Am 30. Dezember 1817 heiratete Kohli Christine Friederike Brase (ca. 1776–20. November 1832), sie war die Witwe des Pastors Friedrich Christoph Butze in Leveste. Aus der Ehe gingen keine Kinder hervor.

## Wirken
Kohli verfasste mehrere Aufsätze in Zeitschriften und legte mit seinem Handbuch eine umfassende Beschreibung des Herzogtums Oldenburg und der Fürstentümer Birkenfeld und Lübeck vor. Die Daten dafür  erhob er von 1816 und 1821. Für die historische Forschung stellt die Materialsammlung Kohlis bis heute ein brauchbares Hilfsmittel dar.

## Werke
- Handbuch einer historisch-statistisch-geographischen Beschreibung des Herzogthums Oldenburg samt der Erbherrschaft Jever und den beiden Fürstenthümern Lübeck und Birkenfeld, 2 Teile in 3 Bänden, Bei Wilhelm Kaiser, Bremen 1824–1826; 2. Ausgabe. Verlag der Schulzeschen Buchhandlung. (W. Berndt.), Oldenburg 1844

1. Theil, 1824
2. Theil, 1. Abtheilung … Herzogthum Oldenburg und der Erbherrschaft Jever, 1825
2. Theil, 2. Abtheilung … Fürstenthümer Lübeck und Birkenfeld, 1826
1. Theil. 2. Ausgabe. 1844
2. Theil, 1. Abtheilung … Herzogthum Oldenburg und der Erbherrschaft Jever. 2. Ausgabe. 1844
2. Theil, 2. Abtheilung … Fürstenthümer Lübeck und Birkenfeld. 2. Ausgabe. 1844
- Des weiland regierenden Grafen Anton Günter zu Oldenburg und Delmenhorst, Herren zu Jever und Kniphausen &c. Testament, d d Oldenburg den 23. April 1663. Nach einer beglaubigten archivarischen Abschrift, Oldenburg 1836.